# Seznam novozelandskih fotografov
Seznam novozelandskih fotografov.

## F
- Marti Friedlander

## H
- Gil Hanly

## M
- Julia Morison

## W
- Karen Walker
- Ans Westra